# Maître de François de Rohan
Vous lisez un « bon article » labellisé en 2015.
Ne doit pas être confondu avec Maître de Rohan.
Le Maître de François de Rohan est un maître anonyme, enlumineur et dessinateur de gravures actif à Paris entre 1525 et 1546.
Il doit son nom au frontispice d'un manuscrit enluminé de la Fleur de vertu, un recueil de textes moraux traduit en français par François II de Rohan, sur lequel ce dernier est représenté. Peut-être d'origine suisse ou germanique et installé à Paris, il a peint de nombreux manuscrits pour de grands seigneurs ou prélats français.
Ses miniatures représentent des scènes vivantes et colorées, généralement encadrées de décors architecturaux imposants. Il a aussi créé des dessins de gravures sur bois insérées dans des livres imprimés à une époque où l'imprimerie prend le pas sur les manuscrits. Son succès est tel qu'il a contribué à plusieurs manuscrits royaux, dont un livre d'heures destiné à François Ier ainsi que des ouvrages destinés à sa sœur, Marguerite de Navarre.
Les historiens de l'art lui attribuent une vingtaine de décorations de manuscrits, ainsi que les gravures de cinq ouvrages du second quart du XVIe siècle et les volets latéraux d'un petit triptyque sur vélin. Il n'a jusqu'à présent fait l'objet d'aucune identification.

## Constitution du corpus

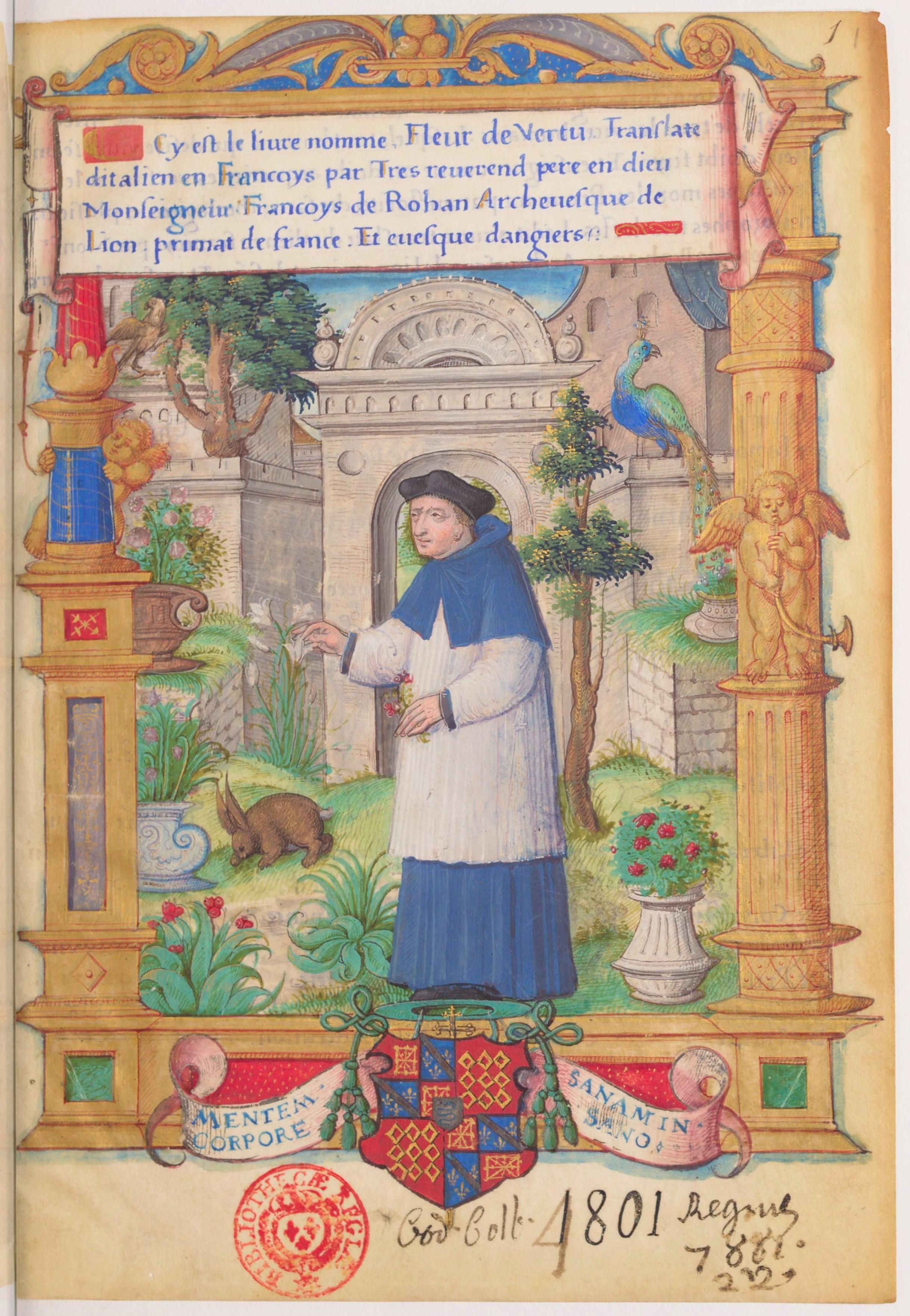
Frontispice de Fleur de Vertu représentant son traducteur, François II de Rohan.

Le style de cet artiste a été caractérisé pour la première fois par l'historienne de l'art et conservatrice à la British Library, Janet Backhouse, à partir d'un livre d'heures peint pour le roi François Ier. Elle le désigne alors sous le nom de convention de « Maître de François Ier ». Le corpus de son œuvre est ensuite élargi à de très nombreux manuscrits enluminés et il est alors renommé « Maître de François de Rohan » par l'historien de l'art français et conservateur de la Bibliothèque nationale de France, François Avril. L'historienne de l'art américaine Myra Orth lui consacre un article monographique en 1998, lui attribuant une vingtaine d'œuvres au total.

## Éléments biographiques et stylistiques

### Origines
Plusieurs éléments caractéristiques du style de cet artiste suggèrent qu'il est d'origine germanique ou suisse. En effet, la représentation de personnages trapus, l'utilisation de cadres à l'architecture massive, agrémentés de putti rondouillards et les compositions très resserrées des miniatures rappellent l'enluminure allemande ou suisse et plus particulièrement celle qui est mise en œuvre à Bâle au cours des deuxième et troisième décennies du XVIe siècle. Il existait en effet des liens étroits entre Paris et cette ville suisse à l'époque. Il peut donc s'agir d'un Bâlois attiré à Paris, mais aussi d'un peintre parisien fortement influencé par les gravures provenant de cette région.

### Lieu d'activité et commanditaires

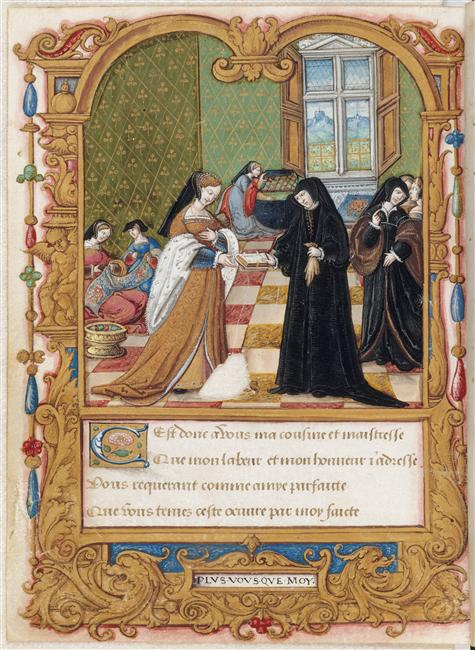
Marguerite de Navarre offrant son ouvrage à Anne de Pisseleu, duchesse d'Étampes et favorite de François Ier. Miniature tirée de La Coche ou débat d'amour, Musée Condé, Ms.522

S'il subsiste un doute sur ses origines, les œuvres auxquelles il a contribué indiquent clairement qu'il a été actif à Paris au moins de 1529 jusqu'à 1546, ces dates étant connues grâce à l'habitude de l'enlumineur d'inscrire l'année de réalisation de ses miniatures dans le cadre de l'image.
Sans doute à la tête d'un atelier, il répond, au cours des années 1530, à des commandes de grands seigneurs : il s'agit de Guillaume de Montmorency, général des finances du roi, de Nicolas Perrenot de Granvelle, chancelier de Charles Quint, Henri de Foix, seigneur de Lautrec et fils du maréchal de France Odet de Foix, mais aussi Yves Mahyeuc, évêque de Rennes et ancien confesseur de Louis XII. Alors au sommet de sa carrière, il est amené à travailler, à la fin des années 1530 et au début des années 1540, pour la cour royale française et particulièrement pour le roi François Ier pour lequel il peint un livre d'heures. Il réalise aussi des commandes pour la sœur de celui-ci, Marguerite de Navarre, ou encore pour un homme très proche du roi, le connétable Anne de Montmorency pour qui il enlumine un livre d'heures à la même époque que celui peint pour le roi. Il n'a, semble-t-il, pas été pour autant un peintre officiel et n'a jamais travaillé exclusivement pour la cour, répondant aussi à des commandes d'autres clients.

### Caractéristiques de son style
L'artiste possède un style nettement différent des autres enlumineurs parisiens de son temps comme Noël Bellemare par exemple. Il se distingue par une grande inventivité, ainsi que par un intérêt pour la vie quotidienne. Il s'est fait une spécialité de la représentation des animaux qu'il utilise fréquemment pour rendre ses scènes plus vivantes. Il excelle particulièrement, selon Myra Orth, dans les scènes de chasse. Mais ce n'est pas pour autant qu'il les a observées in vivo pour les représenter, car il se contente fréquemment de les copier de modèles déjà largement diffusés dans les arts à l'époque et notamment par la gravure. Les compositions de ces scènes sont constituées de différents plans disposés sous forme de bandeaux placés les uns au-dessus des autres, rappelant la perspective atmosphérique. Ce type de composition permet aussi de composer différents épisodes d'une même histoire, en jouant sur la taille des personnages, comme dans les scènes de la vraie croix des Heures de Saulx-Tavannes.

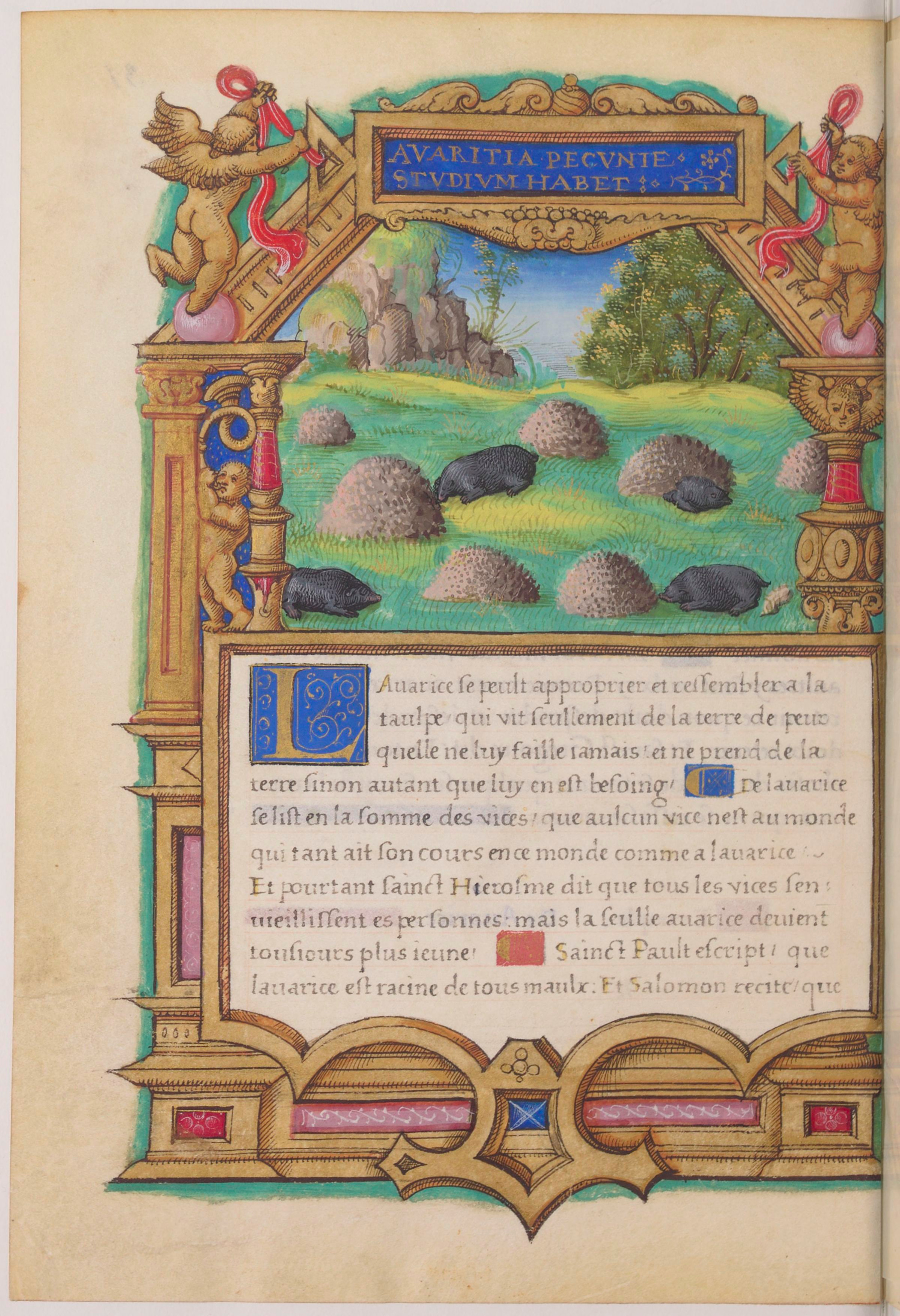
Les taupes, allégories de l'avarice, Fleur de Vertu, f.31v.
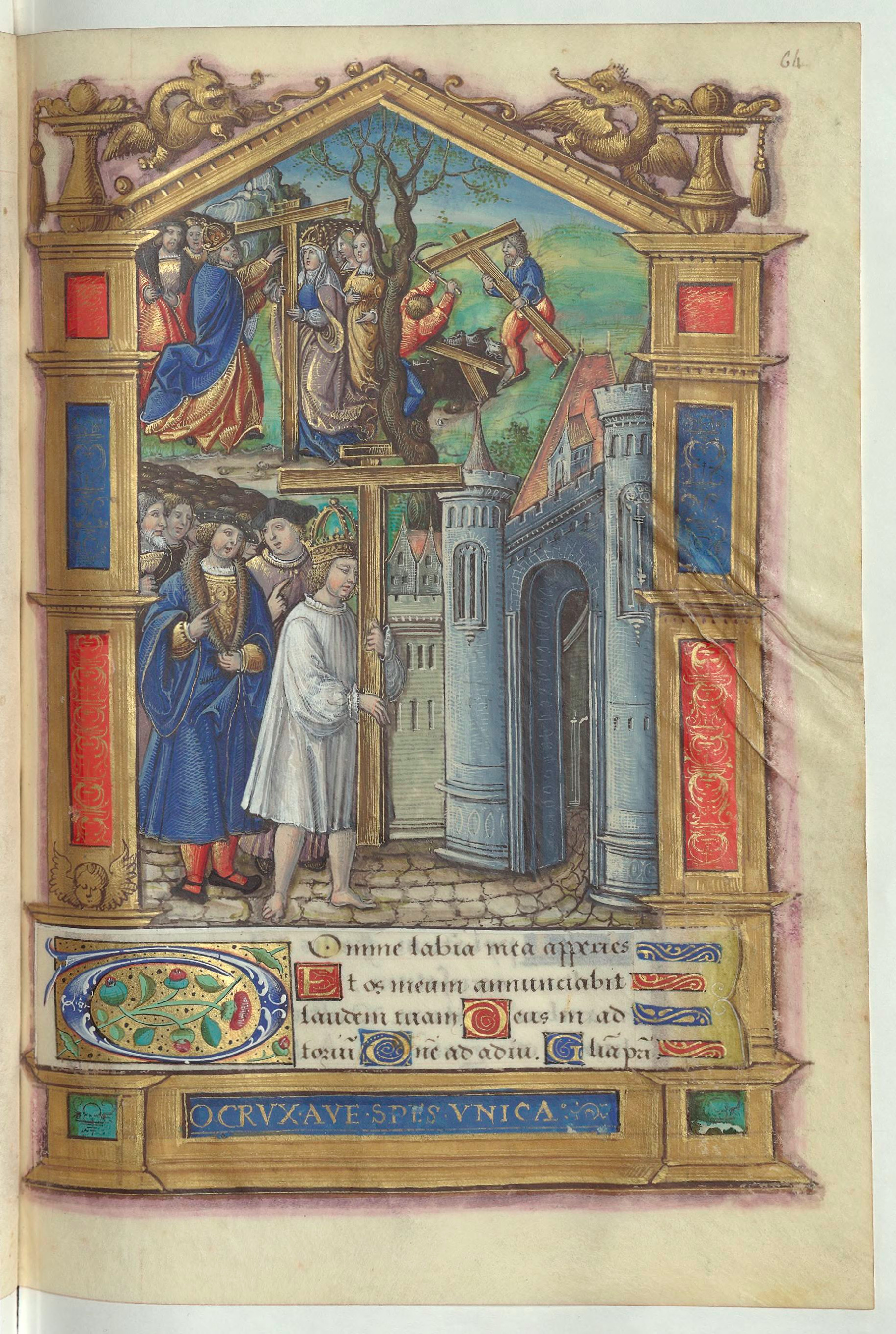
Épisodes de la vraie croix, Heures de Saulx-Tavannes, f.64r
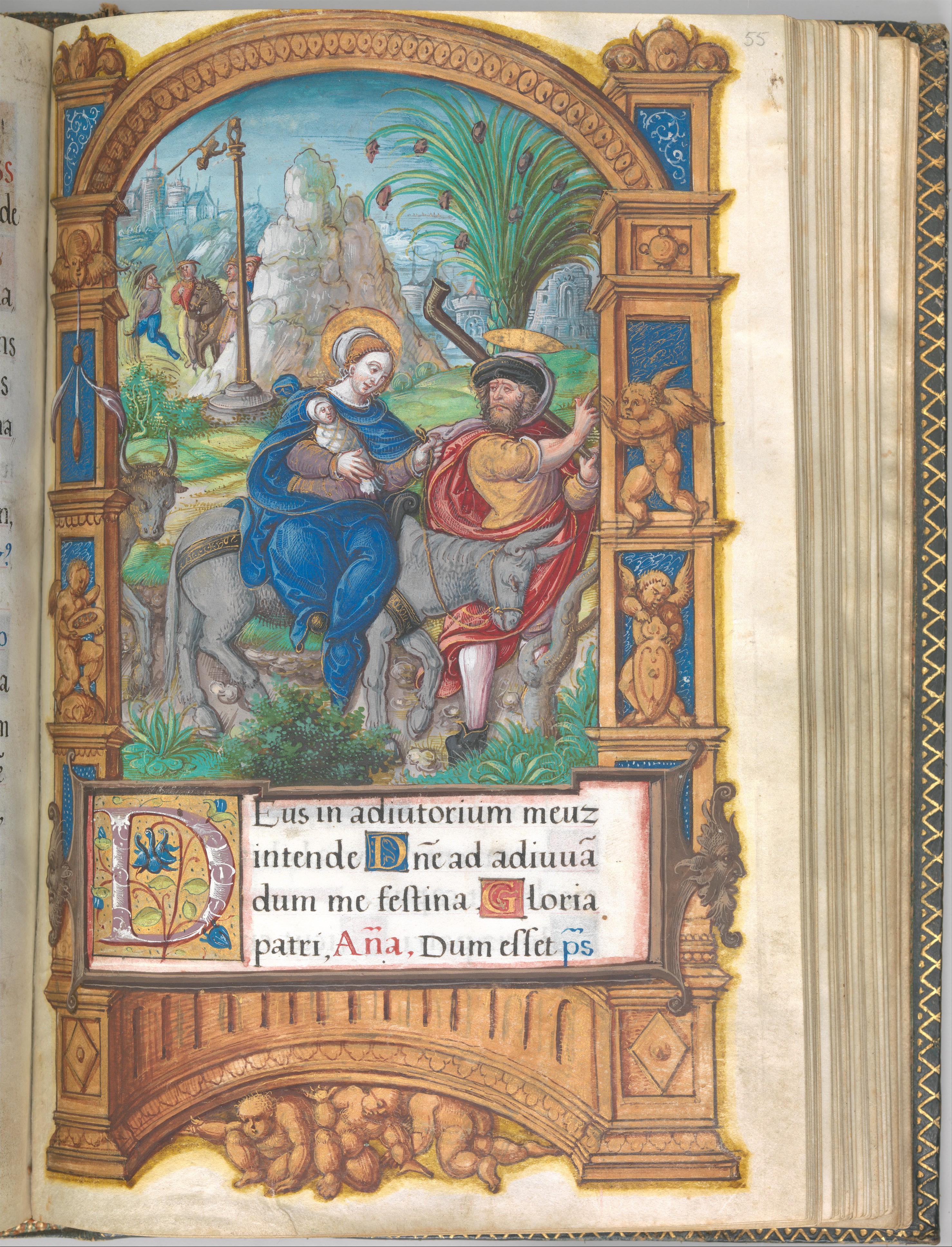
La Fuite en Égypte, exemple d'encadrement à putti, Heures de François Ier, f.55r.
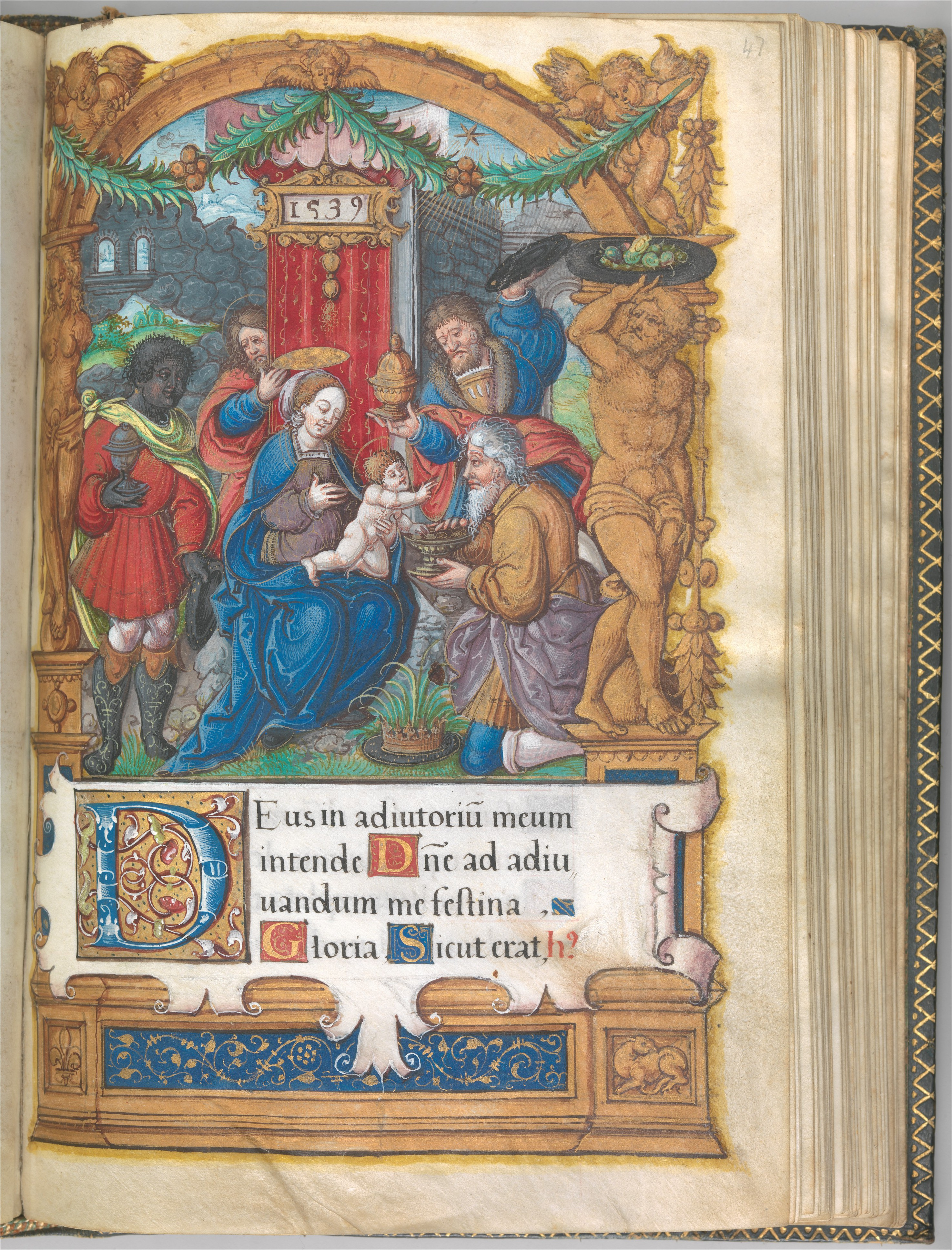
L'Adoration des mages, avec une encadrement avec cariatide et atlante, Heures de François Ier.

Le style particulier de cet artiste est reconnaissable dans l'exécution des personnages, qui sont généralement robustes, avec un visage rond, les hommes ayant le plus souvent un nez crochu. Leur visage est généralement doux, avec des yeux en amande et légèrement tombants. Son style est aussi identifiable par les encadrements architecturaux entourant chaque miniature et parfois la portion de texte située sur la même page. Ces décors, lourds et imposants, sont faits d'une grande variété d'éléments architecturaux : arabesques, candélabres, animaux, pilastres et colonnes, ainsi que de nombreux putti. À cette époque à Paris, la mode est pourtant encore aux encadrements floraux ou géométriques que le Maître utilise beaucoup plus rarement. Il n'utilise qu'à une occasion, dans les Heures de François Ier, un atlante et une cariatide, manifestant ainsi l'influence du style maniériste propre à la première école de Fontainebleau. Enfin, le maître anonyme se distingue encore des autres ateliers d'enlumineurs de son époque par sa palette de couleurs : il utilise fréquemment des couleurs chaudes telles que le jaune, l'orange et les marrons. Il associe, par exemple, l'orange au bleu dans les Heures de Nicolas de Granvelle et dans le calendrier de Toulouse et utilise à la fin de sa carrière des couleurs nettement criardes.

### L'échec de son identification
Bien qu'il existe des archives très abondantes au sujet des imprimeurs et libraires installés à Paris au XVIe siècle, il est très difficile de retrouver les noms des enlumineurs, car ils n'y sont mentionnés que de manière sporadique. En effet, nombre d'entre eux travaillaient ponctuellement pour plusieurs libraires à la fois. Seuls ces derniers, véritables maîtres d'œuvre des manuscrits enluminés, étaient au contact des commanditaires. Seul le nom du libraire est donc parfois mentionné, en général dans les documents de la comptabilité des aristocrates qui peuvent avoir été conservés. Un tel document mentionne le paiement des différentes copies manuscrites commandées à Paris par le chapelain de Marguerite de Navarre de son long poème La Coche ou débat d'amour, dont deux exemplaires ont été décorés par le maître anonyme et un assistant. Mais, dans ce document daté de janvier 1542, ni le nom des copistes ni le nom de l'enlumineur ne sont mentionnés, ni même celui du libraire qui les a embauchés pour cette tâche.

## Œuvre

### Œuvres majeures

#### Fleur de vertu, BNF Fr.1877
Ce manuscrit est la traduction d'un ouvrage moralisant écrit en italien au tout début du XIVe siècle par un certain frère Tommaso. Il contient 48 miniatures de grande taille, toutes attribuées au Maître de François de Rohan. Dans le frontispice du manuscrit, est représenté François de Rohan, archevêque de Lyon, présenté comme le traducteur de l'ouvrage. Il n'est pas fait mention du destinataire de l'ouvrage, mais la présence de la fleur de lys dans la main du prélat et la représentation des armes de France et Navarre ont fait penser qu'il avait pu appartenir à Marguerite de Navarre. Ce frontispice est directement inspiré de ceux des éditions vénitienne et florentine du livre à la fin du XVe siècle, même si l'enlumineur l'a adapté à son style par la disposition du paysage ou les traits du personnage. Les autres miniatures représentent les vices et les vertus décrits dans le texte, de manière anthropomorphique ou dans des scènes où des animaux symbolisent ces qualités ou ces défauts. C'est l'occasion pour l'enlumineur de peindre des scènes vivantes et colorées.

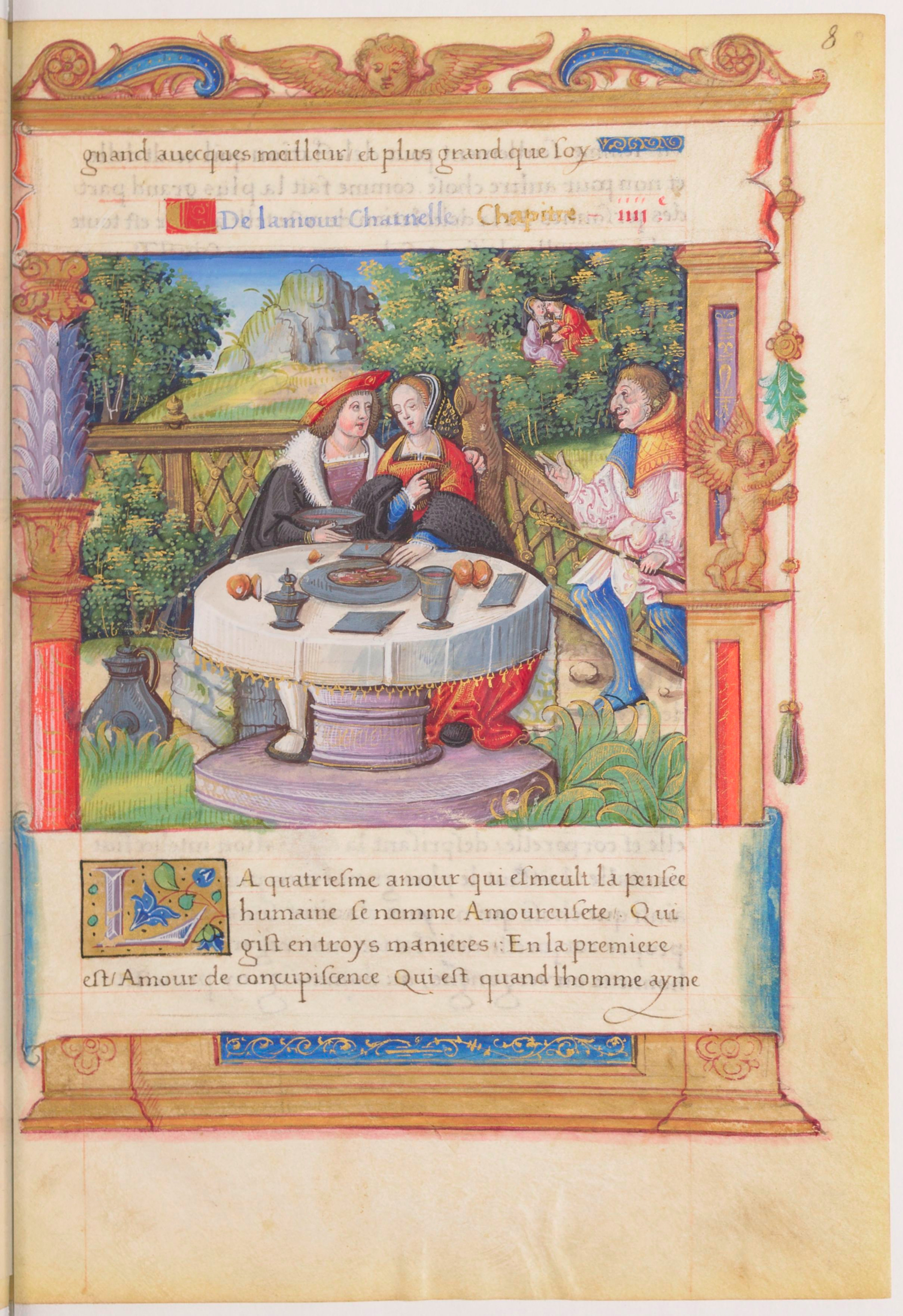
L'amour charnel, f.8r.
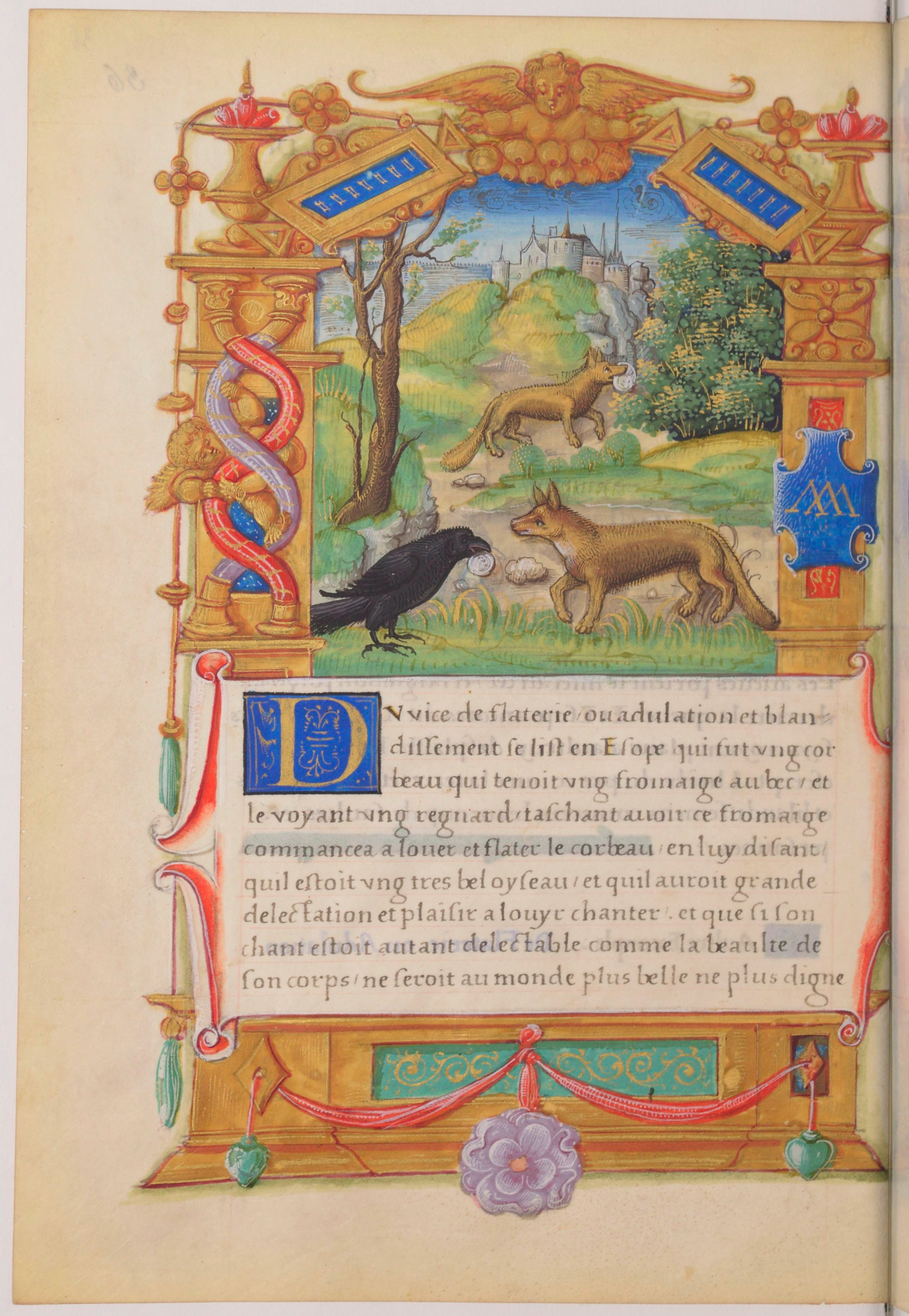
Le vice de la flatterie : le corbeau et le renard, f.36v.
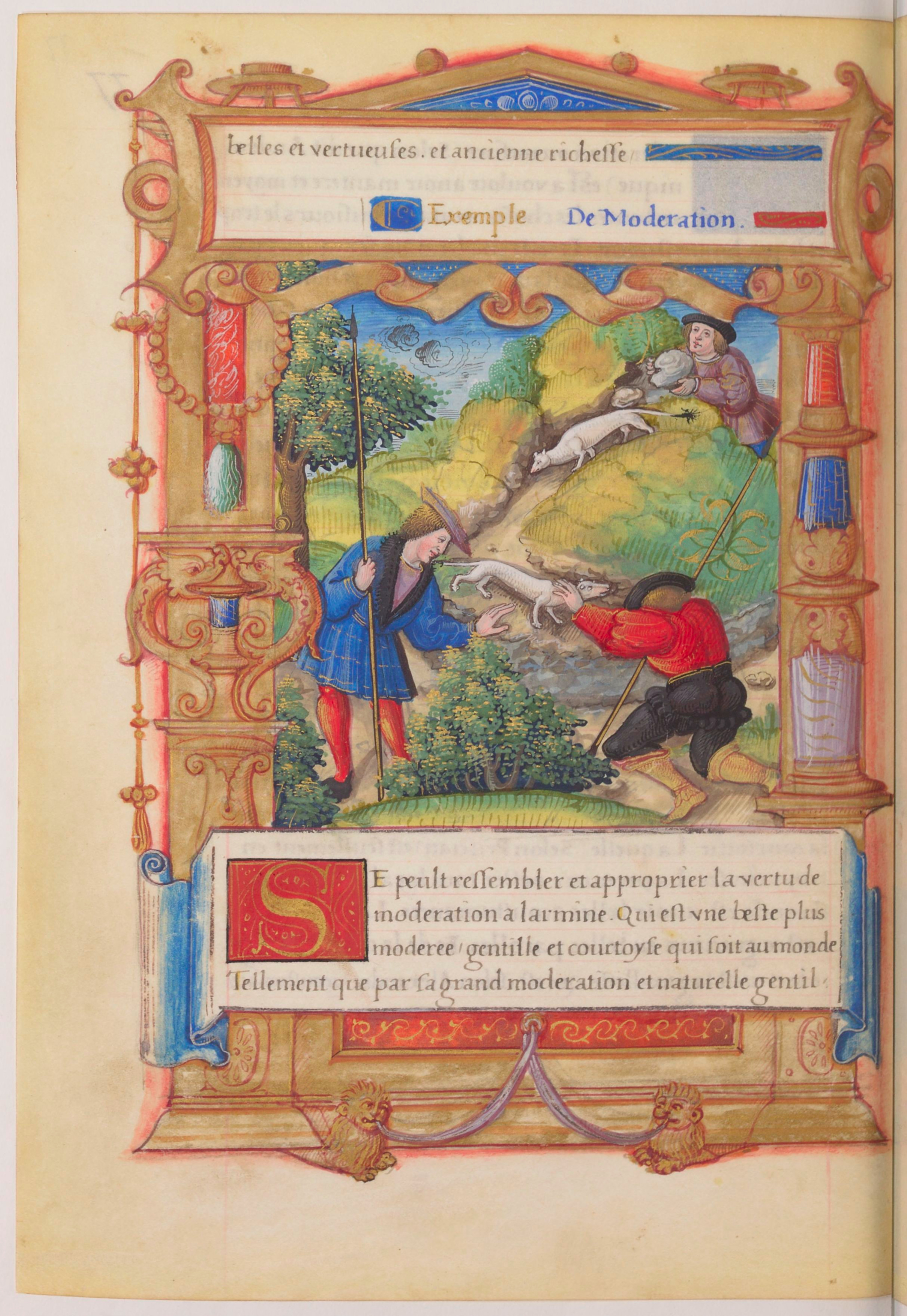
La vertu de la modération : l'hermine, f.77v.

#### Heures de FrançoisIer,Metropolitan Museum of Art
Un document comptable de 1538 indique que la somme de 45 livres est payée par le roi François Ier au copiste Jean Mallard pour la rédaction d'un livre d'heures qu'il doit faire ensuite enluminer. Il pourrait s'agir du présent manuscrit, acquis en 2011 par le Metropolitan Museum of Art de New York. Certaines inscriptions dans l'ouvrage font penser qu'il a appartenu à Marguerite de Navarre, ou qu'il a été décoré à son initiative. L'ouvrage contient 18 grandes miniatures dont deux avec le portrait du roi. Il s'agit tout d'abord d'une représentation de David, devant Bethsabée, au début des psaumes pénitentiels auquel le roi prête ses traits (f.67r). Puis d'un portrait du roi agenouillé devant saint Marcouf, auquel il vouait un culte particulier et qui était censé soigner des écrouelles comme le roi lui-même grâce à ses pouvoirs thaumaturges (f.89r). Le manuscrit constitue, selon Myra D. Orth, le chef-d'œuvre du maître anonyme. Il y met en œuvre toutes les caractéristiques de son style, tels les personnages robustes, les encadrements architecturaux lourds et une palette aux couleurs chaudes.

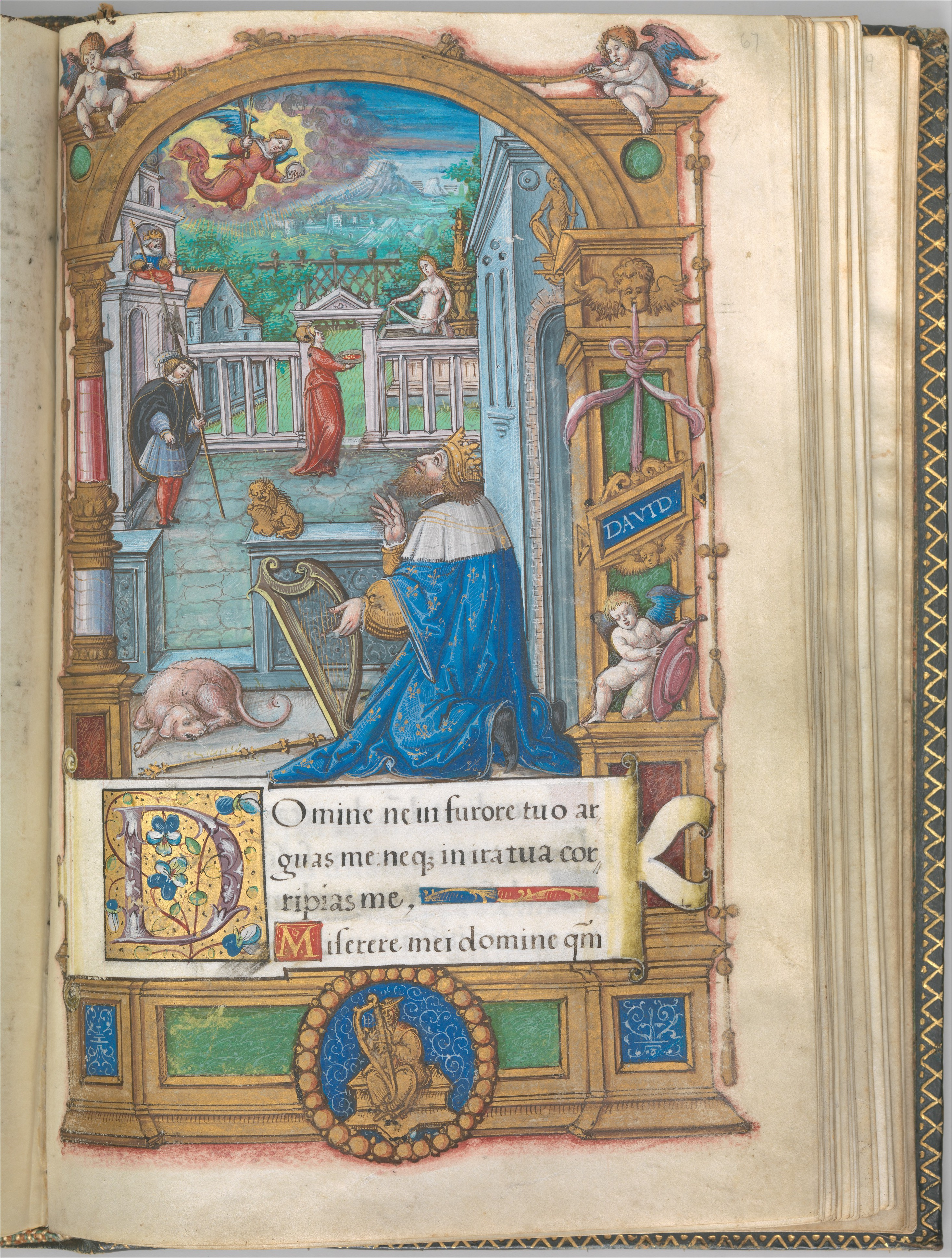
David et Bethsabée, f.67r.
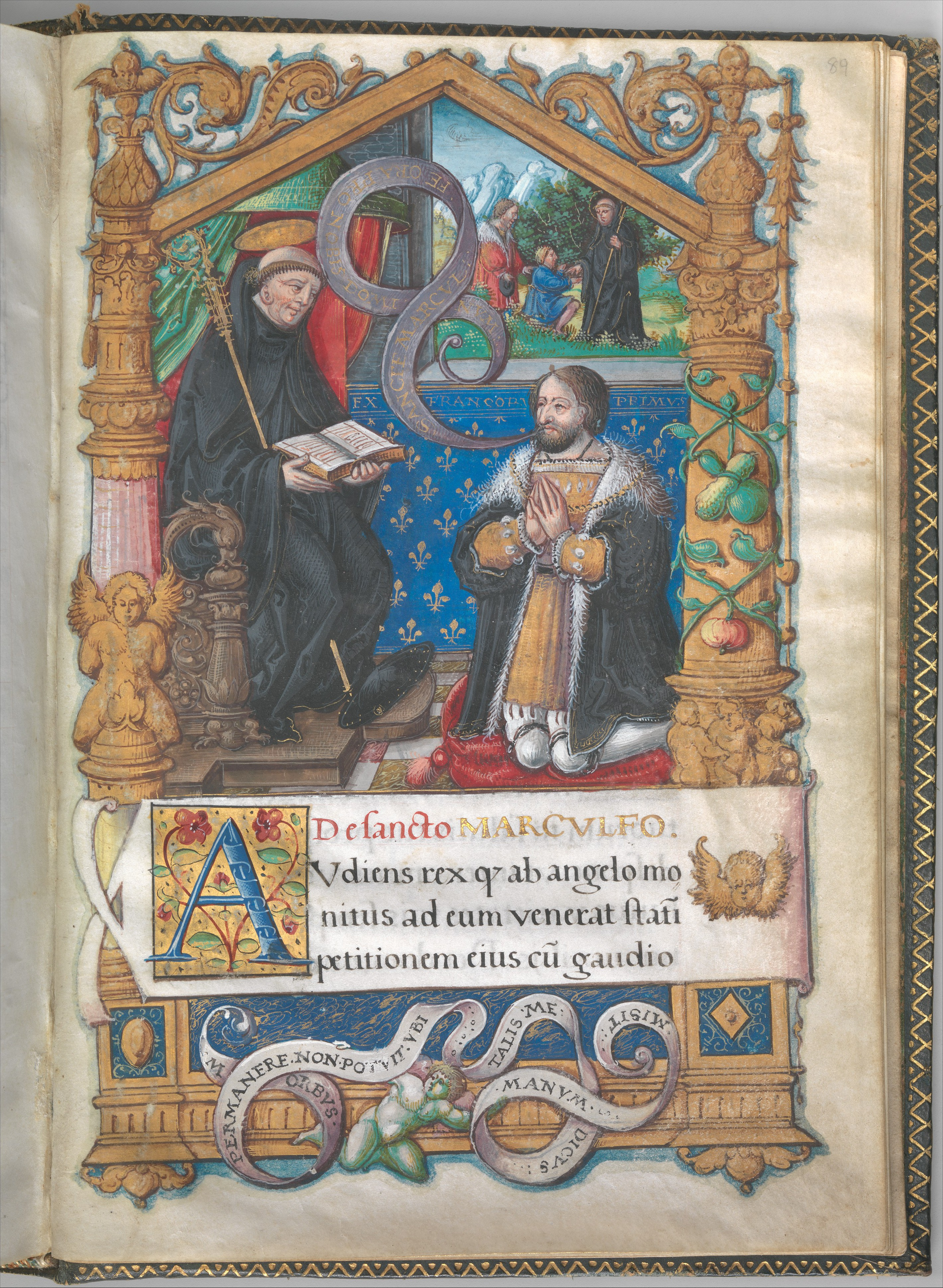
François Ier agenouillé devant saint Marcouf, f.89r.

### Enluminures attribuées
Le Maître de François de Rohan a contribué à décorer les manuscrits les plus recherchés par les aristocrates de son temps, à savoir les livres d'heures manuscrits et enluminés. À cette époque, les personnes les plus riches ne se contentent pas de livres d'heures imprimés, mais cherchent à se procurer des ouvrages originaux enluminés à la main. Les miniatures du Maître se démarquent de celles des autres enlumineurs de l'époque par des sujets d'illustration originaux et des compositions vivantes. Il contribue aussi à d'autres ouvrages comme un traité de chasse, des poèmes, des traductions d'ouvrages antiques ou italiens et des livres liturgiques pour des religieux. Il est aussi l'auteur des décorations d'exemplaires de présentation de tirages de livres imprimés, rehaussés de couleurs ou d'enluminures particulières. Il a ainsi décoré la première page de l'exemplaire destiné au roi de la première édition du De transitu hellenismi de Guillaume Budé, ainsi que l'exemplaire de la Grande Bible en anglais de 1539 destiné à Thomas Cromwell.
| Titre | Date                       | Lieu de conservation | Description | Exemple d'enluminure                                                                           |
| --- | -------------------------- | --- | --- | ---------------------------------------------------------------------------------------------- |
| Douze fragments d’un calendrier : les âges de la vie et les signes du zodiaque                                          | 1522 (après) (ou 1537 ?)   | Musée des Augustins de Toulouse (Acqs. 57.84.1-12) | 12 miniatures recto-verso détachées d'un livre d'heures inconnu ou d'un psautier ayant appartenu à Philippe de Lévis (évêque de Mirepoix) aujourd'hui conservé à la bibliothèque municipale de Foix, 6,5 × 9,5 cm                                                                        | Les âges de la vie : le mariage.                                                               |
| Guillaume Crétin, Débat entre deux dames sur le passetemps des chiens et des oiseaux                                    | 1527-1530 (vers)           | Cleveland Museum of Art (1991.157), Morgan Library and Museum, New York (M.1176) et collection particulière américaine                                                                        | Manuscrit démembré et 4 miniatures dispersées, 27 × 20,5 cm | Miniature de frontispice, le Débat entre deux dames.                                           |
| Livre d'heures pour Jacques Aubry, abbé de l'abbaye Saint-Pierre de Lagny                                               | 1525-1530                  | Bibliothèque nationale autrichienne (Cod.1961) | Manuscrit de 117 folios, 10 miniatures dont 9 par le maître et son atelier, 14,5 × 10,5 cm | David pénitent, f.76v                                                                          |
| Traité de chasse de Giovanni Pietro Belbasso                                                                            | 1531 (texte copié en 1510) | British Library (Add.Ms.25092) | Une miniature en pleine page et 8 bordures avec les armes de Guillaume de Montmorency, 29,8 × 19,8 cm | Scène de chasse, f.IIV                                                                         |
| La Fleur de Vertu, traduit de l'italien par François II de Rohan, archevêque de Lyon                                    | 1530                       | Bibliothèque nationale de France (Fr.1877) | Manuscrit peut-être destiné à Marguerite de Navarre. 84 folios, 48 miniatures, 21,7 × 15,2 cm | Scène de chasse, f.19v.                                                                        |
| Heures de Nicolas Perrenot de Granvelle à l'usage de Besançon                                                           | 1531-1532                  | British Library (Add.Ms.21235) | 5 miniatures 21,4 × 15 cm | La résurrection de Lazare, f.90v.                                                              |
| Livre d'heures à l'usage de Sarum                                                                                       | 1532                       | Collection particulière américaine, ancienne collection Cornelius J. Hauck, passée en vente chez Christie's, New York, le 27 juin 2006 (lot 134)                                              | Manuscrit peut-être commandé par un membre de la cour de France pour être offert à un membre de la cour d'Angleterre. 159 folios, 63 miniatures en pleine page attribuées pour la plupart au maître sauf deux attribuées au style de Noël Bellemare, 11 × 7,5 cm                         | Scène de naissance et de mort, f.114v.                                                         |
| Heures de Guillaume et Claude de Saulx-Tavannes                                                                         | 1533                       | Bibliothèque de l'Arsenal (Ms.640) | Manuscrit de 107 folios, 22 grandes et 10 petits miniatures, 22,2 × 15,3 cm | Saint Jean à Patmos, f.2r.                                                                     |
| Registres des « foy, hommäiges et seremens de fidelité que ont faictz et prestez » à Henri de Foix, seigneur de Lautrec | 1533-1534                  | Bibliothèque nationale de France (Fr.4800) | Manuscrit de 139 folios papier, 1 miniature de frontispice sur vélin, 29,8 × 20 cm | Frontispice, f.1r.                                                                             |
| Guillaume Budé, De transitu hellenismi, livre imprimé à Paris par Robert Estienne                                       | 1534-1535                  | Bibliothèque nationale de France (Rés.Vél.1177) | Livre in octavo, imprimé, doté d'un frontispice enluminé. | Frontispice, A2                                                                                |
| Histoire universelle de Diodore de Sicile                                                                               | 1534                       | Musée Condé, Chantilly (Ms.721) | Manuscrit de 182 feuillets, une miniature de frontispice attribuée à Jean Clouet et Noël Bellemare et 29 lettrines historiées attribuées au Maître de François de Rohan, 29 × 20 cm | Lettrine L, f.130v.                                                                            |
| Pontifical d'Yves Mahyeuc                                                                                               | 1530-1535 (vers)           | Bibliothèque de Rennes Métropole (M.1278) | Manuscrit de 116 folios, 3 petites miniatures, 18,2 × 12,4 cm | Un évêque célébrant la messe, f.28r.                                                           |
| Processionnal de Renée de la Tour pour le prieuré Saint-Louis de Poissy                                                 | 1530-1535 (vers)           | Collection particulière californienne, passé en vente chez Sotheby's à Londres le 6 décembre 1983, lot 78                                                                                     | 6 miniatures attribuées au Maître, 12 × 7,5 cm |                                                                                                |
| Livre d'heures à l'usage de Chartres                                                                                    | 1536                       | Collection particulière, passé en vente chez Venator & Hanstein, Cologne le 23 mars 1996, lot 1181                                                                                            | 10 miniatures attribuées pour l'essentiel à l'atelier |                                                                                                |
| François Mangeard, Antiquités de Bourgogne pour Girard de Vienne                                                        | 1539                       | Bibliothèque nationale de France (Fr.25208) | Manuscrit de 92 folios, 4 miniatures, 20,5 × 15 cm | Miniature de dédicace, f.6v.                                                                   |
| The Byble in Englyshe, autrement appelé Great Bible                                                                     | 1539                       | St John's College Library, Cambridge (Bb.8.30) | Exemplaire de présentation destiné à Thomas Cromwell de la Grande Bible en anglais, imprimé sur vélin avec les gravures sur bois mises en couleur et des enluminures ajoutées par le Maître.                                                                                             | Frontispice de l'exemplaire de présentation avec un portrait de Henri VIII.                    |
| Heures d'Anne de Montmorency                                                                                            | 1539                       | Collection particulière, passé en vente chez Ader Picard Trajan, 18 septembre 1988, lot b, puis collection particulière américaine puis mis en vente chez Dr Jörn Günther Rare Books, Stalden | Manuscrit de 100 folios, 14 miniatures en pleine page et 21 petites miniatures, 23 × 13,5 cm | L'arrestation du Christ, f.16r.                                                                |
| Heures de François Ier                                                                                                  | 1539                       | Metropolitan Museum of Art, New York (2011.353) | Manuscrit de 93 folios, 18 grandes miniatures et 1 lettrine historiée, 20,8 × 14,6 cm | Saint Jean à Patmos, f.5r.                                                                     |
| Marguerite de Navarre, La Coche ou le débat d'amour, exemplaire offert à Anne de Pisseleu                               | 1541                       | Musée Condé, Chantilly (Ms.522) | Manuscrit de 44 folios, 11 miniatures, 20 × 15 cm | Trois femmes et Marguerite de Navarre dans un pré, une des femmes s'effondre en larmes, f.13v. |
| Marguerite de Navarre, La Coche ou le débat d'amour                                                                     | 1541                       | Bibliothèque bodléienne, Oxford (Douce 91) | Manuscrit de 11 miniatures, attribuées à l'atelier, 20 × 15 cm | Marguerite de Navarre rencontrant des musiciens et un paysan, f.3r.                            |
| Évangiles de François Ier                                                                                               | 1546                       | Bibliothèque nationale de Russie, Saint-Pétersbourg (Lat. Q.v.I, 204) | Manuscrit des évangiles destinées au roi de France mais sans usage connu. Intervention du maître après une première campagne d'enluminures d'Étienne Collault en 1525. 11 miniatures en pleine page et 76 petites dont 33 attribuées au Maître et d'autres à son atelier, 26,8 × 19,2 cm | La résurrection du Christ, f.51r.                                                              |

### Dessins de gravures sur bois
Le style des dessins de l'enlumineur a été rapproché de plusieurs gravures sur bois réalisées à Paris entre 1519 et 1540. Si le peintre n'est sans doute pas l'auteur de ces gravures qui demandent une technicité bien différente de celle de l'enluminure, il est probablement l'auteur des dessins ayant servi de modèle à ces gravures sur bois.
Si la diffusion de la gravure se répand considérablement à l'époque et que le Maître y participe lui-même, ce nouveau médium contribue à influencer la miniature de son temps : de fait, les compositions de l'artiste sont à plusieurs reprises influencées par des gravures diffusées à cette époque à Paris. Il est en effet amené à copier certaines des gravures présentes dans le livre d'heures que Geoffroy Tory fait imprimer à Paris en 1525 dans un livre d'heures manuscrit cette fois-ci écrit à l'usage de l'abbaye Saint-Pierre de Lagny. Il se détache tout de même par plusieurs aspects du style vénitien des gravures originales. De la même façon, les 63 miniatures du livre d'heures à l'usage de Sarum (coll. part.) sont inspirées des gravures placées dans différents livres d'heures suivant le même rite imprimés au cours des années 1520 et 1530 à Paris, sans pour autant en constituer des copies serviles.
| Titre                                                                                  | Date | Édition                                                                                         | Description des gravures                                | Exemple de gravure                                              |
| -------------------------------------------------------------------------------------- | ---- | ----------------------------------------------------------------------------------------------- | ------------------------------------------------------- | --------------------------------------------------------------- |
| Guillaume Budé, Commentarii Linguae Graecae                                            | 1529 | Chez Josse Bade, Paris                                                                          | Encadrement du frontispice                              | Frontispice de l'ouvrage                                        |
| Arnoul et Simon Gréban, Le Premier volume du triumphant mystere des Actes des Apostres | 1538 | Chez Nicolas Couteau, Paris, réédité chez les Angeliers frères, Paris en 1540 puis en 1541      | 6 gravures, 27 × 17,5 cm                                | L'Assomption                                                    |
| The Byble in Englyshe, autrement appelé Great Bible                                    | 1539 | Chez P. Regnault, Paris                                                                         | Dessin du frontispice attribué au Maître, 43 cm.        | Frontispice de la Grande Bible de 1539, représentant Henry VIII |
| Biblia picturis illustrata                                                             | 1540 | Chez P. Regnault, Paris, réutilisées dans une bible latine chez Bonhomme et Kerver, Paris, 1551 | Au moins 5 gravures attribuées au Maître, 6,5 × 4,5 cm  | L'Adoration des mages                                           |
| Jean Milles de Souvigny, Praxis criminis persequendi                                   | 1541 | Chez Simon de Colines pour Les Angeliers frères, à Paris                                        | 11 des 13 miniatures attribuées au Maître, 30,5 × 20 cm | La torture telle que pratiquée à Toulouse                       |

### Tableau

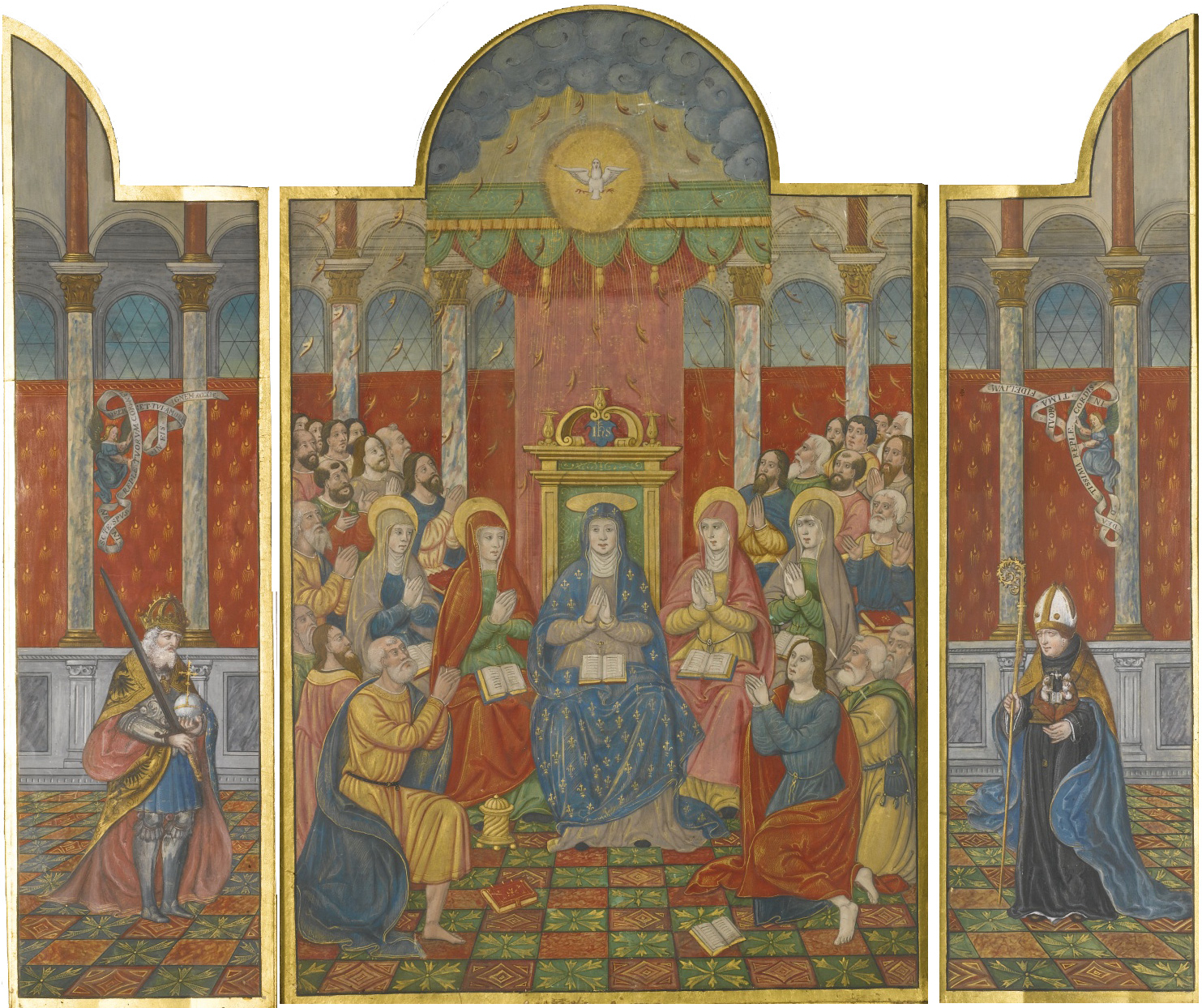
Triptyque de dévotion,, collection particulière.

Aucune peinture sur bois n'est attribuée au Maître de François de Rohan, mais un petit triptyque peint sur vélin et apparu à l'occasion d'une vente publique en 2013 lui a été, en partie, attribué. Le panneau central, représentant la Pentecôte avec en son centre la Vierge vêtue d'un manteau fleurdelisé, est attribué à l'enlumineur parisien Étienne Collault. Les panneaux latéraux sont attribués au Maître de François de Rohan, représentant Charlemagne, et Augustin d'Hippone, aux traits caractéristiques du maître. Ce type de tableau, destiné à la dévotion privée, et le choix des personnages représentés, indiquent qu'il était probablement destiné à un membre de la cour royale.